# جمعه خونین خاش
جمعه خونین خاش به درگیری‌های ۱۳ آبان ۱۴۰۱ بین مردم معترض خاش و نیروی انتظامی جمهوری اسلامی ایران در میانهٔ خیزش سراسری ایران گفته می‌شود. مولوی عبدالحمید، امام جمعه زاهدان، در بیانیه‌ای اعلام کرد در این حادثه دست‌کم ۱۶ نفر کشته و ده‌ها نفر دیگر زخمی شدند. عفو بین‌الملل در گزارشی شمار کشته‌شدگان را ۱۸ نفر و اعلام کرد که نیروهای امنیتی در سرکوب مردم از «گلوله‌های جنگی مرگبار» استفاده کرده‌است.

## واکنش‌ها
معین‌الدین سعیدی، نماینده چابهار در دوره یازدهم مجلس شورای اسلامی، در اظهاراتی در صحن علنی مجلس به کشتار مردم بلوچستان پرداخت و گفت تاکنون هیچ مسئولی پس از این حوادث عذرخواهی نکرده و پرسیده چرا نحوه برخورد با معترضین در این استان متفاوت بوده‌است و در نقاط دیگر کشور از گلوله‌های مشقی و پلاستیکی و در بلوچستان از گلوله جنگی استفاده می‌شود. صحبت‌های او قطع و نیمه‌تمام ماند.

## پیامدها
- شنبه ۱۴ آبان تمامی مدارس شهرستان خاش در تمامی مقاطع در دو نوبت صبح و بعد از ظهر تعطیل شد و اعلام شد به صورت غیرحضوری برگزار می‌شود.[۸]

### اعتراضات
۹ دی: مردم خاش بعد از برگزاری نماز جمعه با شعار «مرگ بر خامنه‌ای» تظاهرات کردند.
۲۳ دی: بر اساس گزارش شبکه‌های اجتماعی معترضان بلوچ در خاش نیز علیه حکومت خامنه‌ای در خبایان‌ها تظاهرات اعتراض بر پا کردند. تظاهر کنندگان با اعلام حمایت از عبدالحمید اسماعیل‌زهی، عبدالغفار نقشبندی و محمدحسین گرگیج، از رهبران مذهبی اهل سنت ایران دست به اعتراض زدند.
۱۴ بهمن
به گزارش شبکه‌های اجتماعی تجمع نمازگزاران و معترضان بلوچ به‌رغم فضای امنیتی در زاهدان و خاش ادامه یافت.